# Dawn FM
Dawn FM é o quinto álbum de estúdio do cantor e compositor canadense The Weeknd, lançado em 7 de janeiro de 2022, através das gravadoras XO e Republic Records. O álbum conta com narração do ator e comediante canadense Jim Carrey, participação nos vocais de Tyler, the Creator e Lil Wayne, e declamação de Quincy Jones e Josh Safdie. Como produtores executivos de Dawn FM, the Weeknd, Max Martin, e Oneohtrix Point Never recrutaram uma variedade de outros produtores, tais como Oscar Holter, Calvin Harris, e Swedish House Mafia.
The Weeknd descreveu o conceito do álbum como um estado de purgatório — uma jornada em direção à luz no fim de um túnel, servindo como sucessor de seu quarto álbum de estúdio, After Hours (2020). Musicalmente, Dawn FM é um disco animado contendo canções de dance-pop e synth-pop, fortemente inspiradas nos estilos new wave, funk e dance music da década de 1980. Após o lançamento, o álbum recebeu ampla aclamação dos críticos de música, que elogiaram seu conceito psicodélico, produção e melodias..
Quatro singles foram lançados do álbum. O primeiro, "Take My Breath", alcançou a posição de número seis na parada estadunidense Billboard Hot 100. The Weeknd promoveu Dawn FM com um evento da Amazon Music, no dia do lançamento do álbum, no qual atuou como disc jockey e tocou o álbum para uma plateia. 
Para apoiar ainda mais Dawn FM e After Hours, the Weeknd embarcou  em sua sétima turnê, a After Hours til Dawn Stadium Tour, que visitou a Europa, Ásia, Austrália, África e Américas no verão setentrional de 2022.

## Antecedentes
Em 20 de março de 2020, The Weeknd lançou seu quarto álbum de estúdio After Hours durante o início dos lockdowns da COVID-19. Produzido principalmente pelo próprio cantor e compositor, o álbum, que não contou com nenhuma colaboração, foi um sucesso comercial e foi recebido com críticas positivas gerais, com alguns críticos de música chamando-o de seu melhor trabalho até então. Pouco depois do lançamento de After Hours, The Weeknd começou a trabalhar em um novo álbum. Durante uma entrevista à revista Rolling Stone, em setembro de 2020, ele afirmou que "pode ser que tenha outro álbum pronto para sair quando esta quarentena terminar". Posteriormente, the Weeknd explicou que originalmente estava trabalhando em um álbum inspirado no estado depressivo em que se encontrava durante a pandemia de COVID-19, mas descartou o projeto porque era "emocionalmente prejudicial" e começou a trabalhar em Dawn FM.
The Weeknd começou a dar teasers de um novo álbum em maio de 2021, durante uma entrevista à revista Variety, na qual ele afirmou que "se o último álbum é o After Hours (últimas horas) da noite, então "The Dawn" (o amanhecer) está chegando". Ele continuou dando teasers do álbum, com o título provisório de The Dawn, durante seus discursos de aceitação no Billboard Music Awards e no iHeartRadio Music Awards. Em 2 de agosto de 2021, the Weeknd disponibilizou um teaser inicial em forma de vídeo em suas redes sociais, intitulado The Dawn Is Coming, que continha uma amostra de uma canção até então inédita. Posteriormente naquele dia, em colaboração com a NBC Sports e os Jogos Olímpicos de Verão de 2020, o cantor anunciou o primeiro single do álbum, "Take My Breath", o qual foi lançado em 6 de agosto de 2021.
Em 4 de outubro de 2021, durante um episódio de seu programa de rádio na Apple Music 1, Memento Mori, the Weeknd anunciou que o álbum estava completo e que ele estava esperando por "alguns personagens que são chave para a narrativa". Ele então descreveu os personagens como "algumas pessoas que são próximas e queridas para mim, algumas pessoas que inspiraram minha vida quando criança, e algumas que me inspiram agora."
Em 1 de janeiro de 2022, the Weeknd soltou um teaser um possível lançamento de um álbum surpresa em um post no Instagram, que mostrava uma captura de tela de uma conversa de texto que ele teve com seu melhor amigo e diretor criativo La Mar Taylor. Quando este lhe desejou um Feliz Ano Novo e perguntou o que ele estava pensando, the Weeknd respondeu: "Feliz Ano Novo! Tudo parece caótico de novo. A música pode curar e isso parece mais importante do que mais uma promoção de álbum. Vamos lançar a coisa toda e curtir com as pessoas... XO. " No dia seguinte, the Weeknd soltou um teaser sobre a chega do álbum tweetando "acorde ao amanhecer amanhã". Em 3 de janeiro, the Weeknd revelou formalmente o título oficial do álbum, através de um trailer, e anunciou que ele seria lançado em 7 de janeiro. Em 5 de janeiro, ele anunciou a lista de faixas, através de um segundo trailer.

## Composição
| “                                | Quem sabe como o próximo vai soar? Quando se trata de meus álbuns, há um som coeso, mas realmente não consigo me limitar a um estilo. Então você ouvirá EDM, hip-hop e três outros tipos de sons em uma canção — e de alguma forma, fazemos funcionar. | ” |
| — The Weeknd à revista Billboard | |   |

Primariamente um álbum de pop, Dawn FM é enraizado nos gêneros dance-pop e synth-pop. Relembrando bandas eletrônicas dos anos 1980, tais como Depeche Mode e Duran Duran, o álbum significativamente incorpora city pop, funk, e disco, junto com elementos de R&B, new wave, electropop, EDM, hip hop, blues, boogie, electro, dubstep, drum and bass,  e techno. Dawn FM também contém influências de Off the Wall (1979) e Thriller (1982), de Michael Jackson.

## Conceito e temas
Dawn FM terá uma estética de "rádio psicodélica" com temas existenciais, semelhante ao nono álbum de estúdio do produtor musical estadunidense de música experimental Oneohtrix Point Never, Magic Oneohtrix Point Never (2020), no qual the Weeknd apareceu e foi produtor executivo com seu próprio nome. Em entrevista à Billboard em 23 de novembro de 2021, the Weeknd elaborou sobre esses temas, dizendo:
| “ | "Imagine o álbum sendo como se o ouvinte estivesse morto. E ele está preso nesse estado purgatório, o qual eu sempre imaginei que seria como estar preso no trânsito, esperando chegar na luz no fim do túnel. E enquanto você está preso no trânsito, há uma estação de rádio tocando no carro, com um apresentador de rádio te guiando para a luz, e te ajudando a transicionar para o outro lado. Então, pode parecer comemorativo, pode parecer desolador, como você quiser que pareça, mas é isso que 'The Dawn' é para mim". | ” |

### Capa
A capa da edição padrão de Dawn FM, fotografada por Matilda Finn, mostra uma versão dramaticamente envelhecida e barbuda de the Weeknd em um ambiente escuro com um pequeno raio de luz brilhando sobre seu ombro. As edições de colecionador do álbum, listadas na loja online de the Weeknd, apresentam duas capas alternativas de Dawn FM criadas pelo artista estadunidense Robert Beatty, que também criara a capa do álbum Magic Oneohtrix Point Never de Oneohtrix Point Never. A capa alternativa exclusivas das lojas HMV e Target também foi criada por Beatty.

## Promoção

### Singles
Em 16 de agosto de 2021, o primeiro single do álbum, "Take My Breath", foi lançado digitalmente em lojas de música e serviços de streaming. A canção alcançou a sexta posição na parada norte-americana Billboard Hot 100, e alcançou o top ten em 19 outros territórios. Seu videoclipe estreou junto com o lançamento.
"Sacrifice" foi lançada como o segundo single oficial, junto com Dawn FM, em 7 de janeiro de 2022. O videoclipe que o acompanha foi lançado em 7 de janeiro de 2022, e foi dirigido por Cliqua. Sua história segue o enredo previamente estabelecido pelo videoclipe de "Take My Breath".  A canção foi enviada às rádios contemporary hit dos Estados Unidos em 11 de janeiro de 2022.
"Out of Time" foi lançada nas rádios urbano adulto contemporâneo estadunidenses em 25 de janeiro de 2022, como o terceiro single oficial do álbum.

### Outras canções
"I Heard You're Married", com participação de Lil Wayne, originalmente seria enviada às rádios rhythmic contemporary estadunidenses como o terceiro single do álbum em 11 de janeiro de 2022, no entanto, seu lançamento como single foi cancelado.
Um videoclipe para a segunda faixa do álbum, "Gasoline", foi lançado em 11 de janeiro de 2022. Dirigido por Matilda Finn, ele segue o arco da história estabelecido pelos visuais anteriores lançados em apoio ao álbum. A canção estava programada para ser enviada às rádios contemporary hit estadunidenses como o terceiro single do álbum em 18 de janeiro de 2022, no entanto, seu lançamento foi cancelado.

### Livestream103.5 Dawn FM
Em 7 de janeiro de 2022, junto com o lançamento de Dawn FM, the Weeknd sediou um evento ao vivo com a Amazon Music, em um clube, no qual ele atuou como disc-jockey, tocando seu álbum inteiro na frente de um público. O evento, dirigido por Micah Bickham, foi transmitido ao vivo na plataforma de streaming Twitch. The Weeknd usou maquiagem e prótese para parecer idoso, semelhantes ao apresentado na capa do álbum Dawn FM. Várias imagens da transmissão foram transformadas em lyric videos das canções do álbum, os quais foram disponibilizados na plataforma Youtube.

### The Dawn FM Experience
Em 21 de fevereiro de 2022, the Weeknd anunciou The Dawn FM Experience, um especial de música televisivo, em parceria com a Amazon Prime Video, que estreou em 26 de fevereiro. O especial foi dirigido por Micah Bickham, e conta coma apresentações ao vivo, teatro, e arte performática para uma "noitada na boate." Um EP ao vivo de oito faixas, composto pelas canções que the Weeknd cantou durante o especial, foi disponibilizado para streaming exclusivamente na Amazon Music.

### Turnê
Em 18 de outubro de 2021, the Weeknd anunciou que a turnê anteriormente chamada The After Hours Tour seria renomeada como After Hours til Dawn Stadium Tour, e incorporaria elementos de seu quinto álbum de estúdio Dawn FM. Atualmente, está programada para começar no verão norte-americano de 2022 e ser realizado inteiramente em estádios.

## Recepção crítica
| Críticas profissionais | Críticas profissionais |
| Pontuações agregadas   | Pontuações agregadas   |
| Fonte                  | Avaliação              |
| ---------------------- | ---------------------- |
| Metacritic             | 88/100                 |
| AnyDecentMusic?        | 8.1/10                 |
| Avaliações da crítica  |                        |
| Fonte                  | Avaliação              |
| Evening Standard       | 8/10                   |
| Exclaim!               | 9/10                   |
| NME                    | [ 20 ]                 |
| Paste                  | 8.8/10                 |
| Pitchfork              | 8.0/10                 |
| Rolling Stone          | [ 52 ]                 |
| The Guardian           | [ 53 ]                 |
| The Independent        | [ 18 ]                 |
| The Line of Best Fit   | 8/10                   |
| The Times              | [ 54 ]                 |

Após seu lançamento, Dawn FM foi recebido com ampla aclamação da crítica. No Metacritic, que atribui uma classificação normalizada de 100 às avaliações dos críticos, Dawn FM recebeu uma pontuação média de 89 com base em 12 avaliações, indicando "aclamação universal". O agregador AnyDecentMusic? atribuiu uma nota de 8,1 de 10, com base em sua avaliação do consenso crítico.
Descrevendo Dawn FM como um novo pico, o jornalista Will Dukes, da revista Rolling Stone, elogiou o álbum por suas "ambições interestelares" e "música". Mikael Wood, do jornal The Los Angeles Times, chamando-o de "o primeiro grande álbum do ano", elogiando sua produção, melodias, e vocais, notando que Dawn FM é mais positivo e animado do que seus trabalhos anteriores. Rhian Daly, do site britânico NME, disse que "Dawn FM parece os primeiros passos em uma jornada para the Weeknd encontrar paz consigo mesmo; talvez da próxima vez que ouvirmos dele, ele estará abraçando totalmente a luz do dia". Dani Blum, do site Pitchfork, gostou do álbum, dizendo: "Conceituado em torno de ouvir uma estação de rádio de pop retrô no purgatório, o quinto álbum de Abel Tesfaye é o projeto mais pensado, melódico e revelador de sua carreira". David Smyth, do jornal britânico Evening Standard, escreveu: "O cantor aposta no pop em seu último álbum com sucesso retumbante". Matt Mitchell, da revista digital Paste, elogiou o álbum, afirmando: "Anunciado como o sucessor do aclamado After Hours de 2019, o quinto LP de estúdio de Abel Tesfaye transcende a grandeza do pop dinâmico e ostenta responsabilidade diante da morte".
Avaliando o álbum para a revista Variety, Jem Aswad afirmou que Dawn FM é "possivelmente o melhor e mais bem realizado álbum de the Weeknd até hoje". O crítico da revista Spin, Bobby Olivier, elogiou Max Martin por conferir uma produção coesa e "bem polida" ao álbum, mantendo sua "destreza, força e apelo sexual" Roisin O'Connor, do jornal britânico online The Independent, escreveu que o álbum é "uma contradição autoconsciente às celebrações passadas de impermanência de The Weeknd por meio de encontros de uma noite só e affairs desprezíveis. Agora ele entende, até se arrepende, seu comportamento inconstante". Escrevendo para a revista britânica Clash, Alex Rigotti afirmou que o álbum tem "alguns problemas de ritmo" e não tem a "personalidade e vivacidade" de seu antecessor, mas, no entanto, é um sucessor sólido com "sua instrumentação dramática e visão atualizada do mundo"

## Desempenho comercial
No Reino Unido, Dawn FM estreou em primeiro lugar na parada UK Albums Chart, com mais de 20.000 unidades equivalentes a álbuns, tornando-se o terceiro álbum número um de the Weeknd; e é o primeiro álbum lançado em 2022 a chegar ao topo da parada.

## Lista de faixas
| Dawn FM – Edição padrão |                                                        | |                                                                       |         |  |
| N.º                     | Título                                                 | Compositor(es) | Produtor(es)                                                          | Duração |  |
| 1.                      | "Dawn FM"                                              | Abel Tesfaye Daniel Lopatin                                                                                             | The Weeknd OPN Max Martin [b] Oscar Holter [b]                        | 1:36    |  |
| 2.                      | "Gasoline"                                             | Tesfaye Lopatin | The Weeknd OPN Martin [a] Holter [a] Matt Cohn [a]                    | 3:32    |  |
| 3.                      | "How Do I Make You Love Me?"                           | Tesfaye Lopatin Axel Hedfors Steve Angello Sebastian Ingrosso Max Martin Oscar Holter Matt Cohn                         | The Weeknd OPN Martin [a] Swedish House Mafia [a] Holter [a] Cohn [a] | 3:34    |  |
| 4.                      | "Take My Breath"                                       | Tesfaye Ahmad Balshe Andrea Di Ceglie Luigi Tutolo Martin Holter                                                        | The Weeknd Martin Holter                                              | 5:39    |  |
| 5.                      | "Sacrifice"                                            | Tesfaye Lopatin Axel Hedfors Steve Angello Sebastian Ingrosso Carl Nordström Max Martin Oscar Holter Kevin Duane McCord | The Weeknd Martin Holter Swedish House Mafia                          | 3:09    |  |
| 6.                      | "A Tale by Quincy"                                     | Tesfaye Lopatin Quincy Jones Jeff Gitty                                                                                 | The Weeknd Martin Gitty Swedish House Mafia                           | 1:36    |  |
| 7.                      | "Out of Time"                                          | Tesfaye Lopatin Tomoko Aran Tetsuro Harada                                                                              | The Weeknd OPN Martin [b] Holter [b]                                  | 3:34    |  |
| 8.                      | "Here We Go...Again" (com part. de Tyler, the Creator) | Tesfaye Tyler Okonma Rex Kudo Bruce Johnston Brian Kennedy Charlie Coffeen Benny Bock Christian Love                    | The Weeknd Kudo Johnston Kennedy Coffeen Bock                         | 3:30    |  |
| 9.                      | "Best Friends"                                         | Tesfaye Jason Quenneville                                                                                               | The Weeknd DaHeala OPN [b] Martin [b] Holter [b] Cohn [b]             | 2:44    |  |
| 10.                     | "Is There Someone Else?"                               | Tesfaye Lopatin Tommy Brown Peter Lee Johnson                                                                           | The Weeknd OPN Tommy Brown Peter Lee Johnson Martin [b] Holter [b]    | 3:19    |  |
| 11.                     | "Starry Eyes"                                          | Tesfaye Lopatin Brown Johnson                                                                                           | The Weeknd OPN Martin [b] Holter [b]                                  | 2:28    |  |
| 12.                     | "Every Angel Is Terrifying"                            | Tesfaye Lopatin Cohn | The Weeknd OPN Cohn [b]                                               | 2:47    |  |
| 13.                     | "Don't Break My Heart"                                 | Tesfaye Lopatin Martin Holter Cohn                                                                                      | The Weeknd OPN Martin [a] Holter [a] Cohn [a]                         | 3:25    |  |
| 14.                     | "I Heard You're Married" (com part. de Lil Wayne)      | Tesfaye Lopatin Dwayne Michael Carter, Jr. Adam Wiles                                                                   | The Weeknd Calvin Harris OPN [b] Martin [b] Holter [b]                | 4:24    |  |
| 15.                     | "Less Than Zero"                                       | Tesfaye Martin Holter                                                                                                   | The Weeknd Martin Holter OPN [b]                                      | 3:32    |  |
| 16.                     | "Phantom Regret by Jim"                                | Tesfaye Lopatin Jim Carrey Martin Holter Cohn                                                                           | The Weeknd OPN Martin [a] Holter [a] Cohn [a]                         | 3:00    |  |
| Duração total:          | Duração total:                                         | Duração total: | Duração total:                                                        | 51:49   |  |

| Dawn FM (Alternate World) – Faixas bônus da edição deluxe |                                                        |                                                                         |                                              |         |  |
| N.º                                                       | Título                                                 | Compositor(es)                                                          | Produtor(es)                                 | Duração |  |
| 17.                                                       | "Take My Breath" (Remix) (com part. de Agents of Time) | Tesfaye Balshe Di Ceglie Tutolo Martin Holter                           | The Weeknd Martin Holter                     | 6:06    |  |
| 18.                                                       | "Sacrifice" (Remix) (com Swedish House Mafia)          | Tesfaye Lopatin Hedfors Angello Ingrosso Nordström Martin Holter McCord | The Weeknd Martin Holter Swedish House Mafia | 3:58    |  |
| 19.                                                       | "Moth to a Flame" (com Swedish House Mafia)            | Tesfaye Angello Ingrosso Nordström                                      | Swedish House Mafia                          | 3:54    |  |
| Duração total:                                            | Duração total:                                         | Duração total:                                                          | Duração total:                               | 65:47   |  |

| Dawn FM (Alternate World) – Conteúdo exclusivo da Apple Music |                                                                     |                   |         |  |
| N.º                                                           | Título                                                              | Diretor(es)       | Duração |  |
| 20.                                                           | "Gasoline" (videoclipe)                                             | Matilda Finn      | 4:50    |  |
| 21.                                                           | "Take My Breath" (videoclipe)                                       | Cliqua            | 3:44    |  |
| 22.                                                           | "Take My Breath" (Remix) (com part. de Agents of Time) (videoclipe) | Cliqua            | 3:58    |  |
| 23.                                                           | "Sacrifice" (videoclipe)                                            | Cliqua            | 4:04    |  |
| 24.                                                           | "Sacrifice" (Remix) (com Swedish House Mafia) (videoclipe)          |                   | 3:22    |  |
| 25.                                                           | "Moth to a Flame" (com Swedish House Mafia) (videoclipe)            | Alexander Wessely | 4:14    |  |
| Duração total:                                                | Duração total:                                                      | Duração total:    | 89:59   |  |

## Créditos
Músicos
- The Weeknd – vocais, teclado, programação (todas faixas); baixo, bateria (4); vocais de apoio (15)
- OPN – teclado, programação (1–3, 7, 10–13, 16)
- Jasper Randall – arranjo de coro (1, 11, 12)
- Angela Parrish – vocais de coro (1, 11, 12)
- Anna Davidson – vocais de coro (1, 11, 12)
- Bri Holland – vocais de coro (1, 11, 12)
- Jessica Rotter – vocais de coro (1, 11, 12)
- Joanna Wallfisch – vocais de coro (1, 11, 12)
- Katie Hampton – vocais de coro (1, 11, 12)
- Rachel Panchal – vocais de coro (1, 11, 12)
- Sara Mann – vocais de coro (1, 11, 12)
- Sarah Margaret Huff – vocais de coro (1, 11, 12)
- Jim Carrey – voz (1, 7, 16)
- Max Martin – teclado, programação (2–7, 10, 11, 13, 15, 16); baixo (4, 15), bateria (4); vocais de apoio, guitarra (15)
- Oscar Holter – teclado, programação (2–7, 10, 11, 13, 15, 16); baixo (4, 15), bateria (4), guitarra (15)
- Elvira Anderfjärd – vocais de apoio (4)
- David Bukovinszky – violoncelo (4, 11)
- Shellback – bateria (4)
- Magnus Sjölander – percussão (4)
- Mattias Bylund – cordas (4, 11)
- Mattias Johansson – violino (4, 11)
- Quincy Jones – voz (6)
- Christian Love – vocais de apoio (8)
- Benny Bock – teclado, programação (8)
- Brian Kennedy – teclado, programação (8)
- Bruce Johnston – teclado, programação, arranjo de vocais, vocais (8)
- Charlie Coffeen – teclado, programação (8)
- Rex Kudo – teclado, programação (8)
- DaHeala – teclado, programação (9)
- Peter Noos Johansson – trombone (11)
- Josh Safdie – voz (12)
- Calvin Harris – teclado, programação (14)

Técnicos
- Dave Kutch – masterização
- Serban Ghenea – mixagem
- John Hanes – engenharia de mixagem
- Jeremy Lertola – engenharia (1–3, 11, 14, 15)
- Matt Cohn – engenharia (1–3, 6–16)
- Sam Holland – engenharia (1–4, 6, 10, 11, 13–16)
- Shin Kamiyama – engenharia (1–3, 5, 7–15)
- Michael Ilbert – engenharia (8)
- Kevin Peterson – assistência de masterização

## Paradas musicais
| País/Parada (2022)                      | Melhor posição |
| --------------------------------------- | -------------- |
| Austrália (ARIA)                        | 1              |
| Áustria (Ö3 Austria Top 40)             | 2              |
| Bélgica (Ultratop Flandres)             | 2              |
| Bélgica (Ultratop Valônia)              | 4              |
| Canadá (Billboard)                      | 1              |
| República Tcheca (ČNS IFPI)             | 2              |
| Dinamarca (Hitlisten)                   | 2              |
| Países Baixos (Dutch Charts)            | 1              |
| Finlândia (Suomen virallinen lista)     | 1              |
| França (SNEP)                           | 3              |
| Alemanha (Offizielle Deutsche Charts)   | 5              |
| Grécia (IFPI Grécia)                    | 14             |
| Hungria (MAHASZ)                        | 18             |
| Islândia (Plötutíðindi)                 | 2              |
| Irlanda (Official Irish Albums)         | 1              |
| Itália (FIMI)                           | 4              |
| Japão (Oricon)                          | 49             |
| Japão (Billboard Japan)                 | 41             |
| Lituânia (AGATA)                        | 1              |
| Nova Zelândia (RMNZ)                    | 1              |
| Noruega (VG-lista)                      | 1              |
| Polónia (ZPAV)                          | 4              |
| Portugal (AFP)                          | 3              |
| Escócia (Official Scottish Albums)      | 4              |
| Eslováquia (ČNS IFPI)                   | 2              |
| Espanha (PROMUSICAE)                    | 2              |
| Suécia (Sverigetopplistan)              | 1              |
| Suíça (Schweizer Hitparade)             | 1              |
| Reino Unido (Official Albums Chart)     | 1              |
| Reino Unido (UK R&B Albums Chart)       | 1              |
| Estados Unidos (Billboard 200)          | 2              |
| Estados Unidos (Top R&B/Hip Hop Albums) | 1              |

## Histórico de lançamento
| Região | Data                  | Formato(s)                 | Gravadora(s) | Ref.   |
| ------ | --------------------- | -------------------------- | ------------ | ------ |
| Várias | 7 de janeiro de 2022  | Download digital streaming | XO Republic  | [ 94 ] |
| Várias | 11 de janeiro de 2022 | Download digital streaming | XO Republic  | [ 95 ] |
| Várias | 28 de janeiro de 2022 | CD                         | XO Republic  | [ 96 ] |
| Várias | 29 de abril de 2022   | Cassete LP                 | XO Republic  | [ 97 ] |